# Johan Leuridan Huys
Johan Leuridan Huys (nace el 24 de septiembre de 1937 en Bruges, Bélgica) es un teólogo, educador y decano belga.

## Vida
Tiene el grado de Doctor en Teología por la Pontificia Universidad Urbaniana y es decano de la Facultad de Ciencias de la Comunicación, Turismo y Psicología de la Universidad de San Martín de Porres (USMP) de Lima, Perú.
Leuridan Huys se traslada a Perú en el año de 1968. Radica en la capital, Lima, donde ejerce la docencia en la Universidad de San Martín de Porres.
En 1969 ocupa la cátedra de la Universidad de San Martín de Porres y comienza así una carrera docente múltiple que va en ascenso y se amplía a otras áreas y proyectos.

## Vida personal
La Facultad que dirige alberga tres Escuelas Profesionales: Ciencias de la Comunicación, Turismo y Hotelería, y Psicología. Su gestión se ha caracterizado por la continua investigación científica y académica, la implementación constante de nuevo equipamiento, el desarrollo de talleres especializados para las tres  escuelas profesionales -donde los alumnos son entrenados bajo las mismas condiciones y exigencias de un trabajo real- y además, la publicación de más de 350 libros de las tres especialidades. 
Estos logros se han visto reflejados en la obtención de acreditaciones internacionales por parte de la Universidad San Martín de Porres, otorgadas por los más importantes organismos supervisores de la calidad educativa como la OMT.TedQual, CLAEP, PRSA, ACSUG y recientemente por la International Business Education Center (IBEC). Por ello, Johan Leuridan Huys es considerado una de las figuras más importantes en la promoción de la educación superior en el Perú.
Johan Leuridan Huys ha recibido los más altos honores nacionales e internacionales como el IPRA PRESIDENT´S AWARDS 2015, el Grado  de Comendador por el Congreso de la República, las Palmas Magisteriales del Perú en el Grado de Maestro y la Orden Commendeur del Reino de Bélgica. 
En el año 2005 fue elegido Mejor editor de Libros de gastronomía del Mundo, en Orebro, Suecia, por la Gourmand World Cookbook Awards. En el 2015, esta misma asociación lo distinguió con el premio Best of the Best 2005-2015, ratificando su liderazgo mundial durante los últimos 20 años en la difusión de prestigiosas obras que muestran al mundo la riqueza de la cocina peruana.
Además, entre las distinciones más representativas destacan el doctor honoris causa entregado por la Universidad Mayor de San Marcos, también su designación como miembro honorario de la Academia Peruana de la Lengua, profesor honorario en universidades peruanas y extranjeras, y en colegios profesionales del Perú. 

### Controversias
El ex decano Leuridan Huys ha sido acusado desde el comienzo de su gestión a principios de los años 90 de manejar la facultad de forma autoritaria, convocando para su gestión a profesionales afines a él, no por sus méritos académicos. Asimismo se le acusa a él y al rector Chang de mantener el control, uno de la facultad de comunicaciones y otros de toda la Universidad, de forma antidemocrática, apoderándose en la práctica de la universidad San Martin de Porres, una institución educativa sin fines de lucro, que no da cuenta de su gestión. 
Otra de las acusaciones que recibe el ex decano es usar el dinero de la facultad para financiar proyectos personales de gente cercana a Leuridan Huys, que no han sumando al prestigio de la universidad.

### Labor
En los últimos 10 años el doctor Leuridan Huys se ha dedicado especialmente a publicaciones sobre la filosofía de la ética, destacando sus artículos publicados en la Revista Cultura y Testimonio (Perú).

## Premios y reconocimientos
- 2005, Medalla del Congreso de la República del Perú, en el grado de Comendador
- 2008, Doctor honoris causa, otorgado por la Universidad Privada San Juan Bautista.
- 2010, Medalla Cívica Municipal, en el Grado de Ciudadano Ilustre, otorgada por la Municipalidad de Miraflores en Lima.
- 2013, Premio Nacional de Turismo, a la persona que más ha destacado en la actividad Turística del Perú, otorgado por la Cámara Nacional de Turismo de Perú.
- 2013, Doctor honoris causa, otorgado por la Universidad Mayor de San Marcos,
- 2013, Orden Commendeur, del Reino de Bélgica,
- 2015, Ganador del Premio IPRA President´s, otorgado por la International Public Relations Association,